# Jim Button
Jim Button este un serial de animație pentru copii. Serialul a fost difuzat pe canalul Fox Kids și în unele țări pe Jetix și Jetix Play. Serialul este adaptat după cartea omonimă scrisă de autorul german Michael Ende,  „Jim Năsturel".

## Despre serial
"Jim Button" este o miraculoasă poveste despre prietenie, devotament, descoperirea sinelui, realizată pentru copii de toate vârstele. Atunci când cel mai bun prieten al lui Jim Button, șoferul Luke este obligat să părăsească mica insulă pe care locuia, Jim insistă să îl însoțească doar pentru a-i ține companie. Nici prin gând nu le trecea celor doi câte pericole și aventuri deopotrivă îi așteaptă pe acest drum către o lume complet necunoscută. În călătoria lor, cei doi o întâlnesc pe LiSi, o tânără prințesă din Mandala, răpită de cei 13 pirați neînfricați, de care Jim se îndrăgostește nebunește. Veți mai face cunoștință și cu Doamna Dinte Tocit care este cel mai bătrân și cel mai rău dragon în viață. Înfricoșată de ideea că viața ei se apropie de sfârșit, Doamna Dinte Tocit pleacă în căutarea secretului vieții veșnice, fiind de neclintit din convingerea că va afla acest secret doar prin observarea vieții copiilor pe care îi răpește. Jim înțelege că misiunea sa este aceea de a o salva pe LiSi și împreună cu Luke el pleacă într-o extraordinară călătorie către Tărâmul Tristeții la bordul locomotivei învechită a lui Luke, pe nume Emma. Printre zeci de aventuri, situații amuzante, dragoni, monștri și tărâmuri misterioase, fiți siguri că nu veți asista la o călătorie obișnuită. Suspansul este cheia fiecărui episod în parte, iar Jim și Luke se dovedesc a fi o pereche formidabilă a cărei istețime, hotărâre câinească și curaj considerabil sunt tocmai potrivite pentru orice încercare pe care viața le-o pregătește în călătoria lor. În primul sezon al desenului, Jim și Luke parcurg un drum lung până în Cetatea Dragonilor, pentru a o salva pe Lisi și pe ceilalți copii de răutatea Doamnei Dinte Tocit. Aceștia reușesc să îi elibereze, Jim și Lisi se logodesc, iar Jim primește o locomotivă pe nume Molly. În al doilea sezon, Jim, Lisi și Luke pornesc în căutarea locului de naștere a lui Jim. Pe parcursul călătoriei află că Jim este descendentul lui Casper, unul din cei trei magi, și că regatul său se numește Jamballa. În final, Jim își recuperează regatul mult dispărut, și el și Lisi se căsătoresc.

## Personaje
- Jim Năsturel
- Lukas, conductorul locomotivei Emma
- Prințesa Li Si al imperiului Mandala
- Pung Ging, împăratul imperiului Mandala
- Ping Pong, fiul de un an al bucătarul imperial din Mandala
- Schu Fu Lu Pi Plu, bucătarul imperial din Mandala
- Ministrul Pi Pa Po
- Nepomuk
- Domnul Tur Tur
- Acropuk
- Tur

### Locomotive
- Emma - Locomotiva lui Luke; verde cu acoperiș roșu.
- Molly - Locomotiva lui Jim Button; roșie cu acoperiș negru și gri. Este mai mică decât Emma

## Episoade
Jim Button are un total de 52 de episoade, toate cele 52 de episoade fiind difuzate pe Fox Kids / Jetix, însă Jetix Play a difuzat doar 26 de episoade.

### Sezonul 1
- 1. A Surprise Package
- 2. The Beautiful Captive
- 3. Mandala
- 4. The Departure
- 5. The White Marble Palace
- 6. The Western Gate
- 7. The Thousand Of A Wonder Forest
- 8. How Jim And Luke Get Through The Melancholy Swamps
- 9. The Crown Of The World
- 10. The Valley Of Twilight
- 11. The Gold Mine
- 12. The Rocky Desert
- 13. Mr. Tur Tur
- 14. The Gate To The Ends Of The World
- 15. The Shadow's Territory
- 16. The Mouth Of Despair
- 17. The Flaming Border
- 18. The Land Of A Thousand Volcanoes
- 19. The Demon's Jaw
- 20. Powder Island
- 21. Dragon City
- 22. Escape From Sorrowland
- 23. The Underground River
- 24. The Ailing Lands
- 25. The Confrontation
- 26. The Return Home

### Sezonul 2
- 27. The Mailboat Runs Aground
- 28. Gurumusch's Magnet
- 29. The Perpetumobil
- 30. The Monster Of The Oasis
- 31. Molly Has Disappeared
- 32. The Golden Dragon Of Wisdom's Prophecy
- 33. The Labyrinth
- 34. The Great Naval Battle
- 35. The Blue Sea Shells
- 36. The Frozen Land
- 37. The Unbearable Fuddy Duddy
- 38. The Log Book
- 39. The Sky Kingdom
- 40. The Prince Of Gautamapoutra
- 41. The Great Library
- 42. The Metal Forest
- 43. Drearymist
- 44. The Thousand Peaks
- 45. The Harmonic Bubbles
- 46. Big Windy
- 47. Return to Dragon City
- 48. The Ocean Kingdom
- 49. Pi Pa Po's Triumph
- 50. The Land That Should Not Be
- 51. The Crystal Of Eternity
- 52. Jamballa